# Phyllium celebicum
Phyllium celebicum är en insektsart som beskrevs av Haan 1842. Phyllium celebicum ingår i släktet Phyllium och familjen Phylliidae. Inga underarter finns listade i Catalogue of Life.